# Bep van Klaveren
Lambertus „Bep” van Klaveren (do 31 maja 1916 Lambertus Steenhorst, ur. 26 września 1907 w Rotterdamie, zm. 12 lutego 1992 tamże) – holenderski bokser kategorii piórkowej.

## Kariera amatorska
W 1926 został mistrzem Holandii w wadze muszej, a w latach 1927-1929 zdobywał mistrzostwo kraju w wadze piórkowej. 
W 1928 zdobył złoty medal igrzysk olimpijskich w Amsterdamie.

## Kariera zawodowa
W 1929 przeszedł na zawodowstwo. W 1931 roku został Mistrzem Europy kategorii lekkiej, a w 1938 kategorii średniej. Swoją ostatnią walkę stoczył w 1956 roku. Łącznie stoczył 110 walk zawodowych, spośród których wygrał 80 (21 przez nokaut), 21 przegrał (4 KO) i 9 zremisował.

## Losy po zakończeniu kariery
Zmarł 12 lutego 1992 w Rotterdamie.

## Upamiętnienie
Od 1994 roku w Rotterdamie odbywa się memoriał Bepa van Klaverena.

## Życie prywatne
W 1952 roku jego młodszy przyrodni brat Piet reprezentował Holandię w boksie na letnich igrzyskach olimpijskich w Helsinkach.
Był trzykrotnie żonaty. 23 kwietnia 1935 poślubił Margaritę Oliveirę, z którą rozwiódł się 5 listopada 1936. 9 września 1946 poślubił Joan Georginę Hogan, z którą miał syna i córkę. 16 września 1959 rozwiódł się z nią, a 8 marca 1967 poślubił Annę Marię Arnst, z którą miał syna.

## Galeria

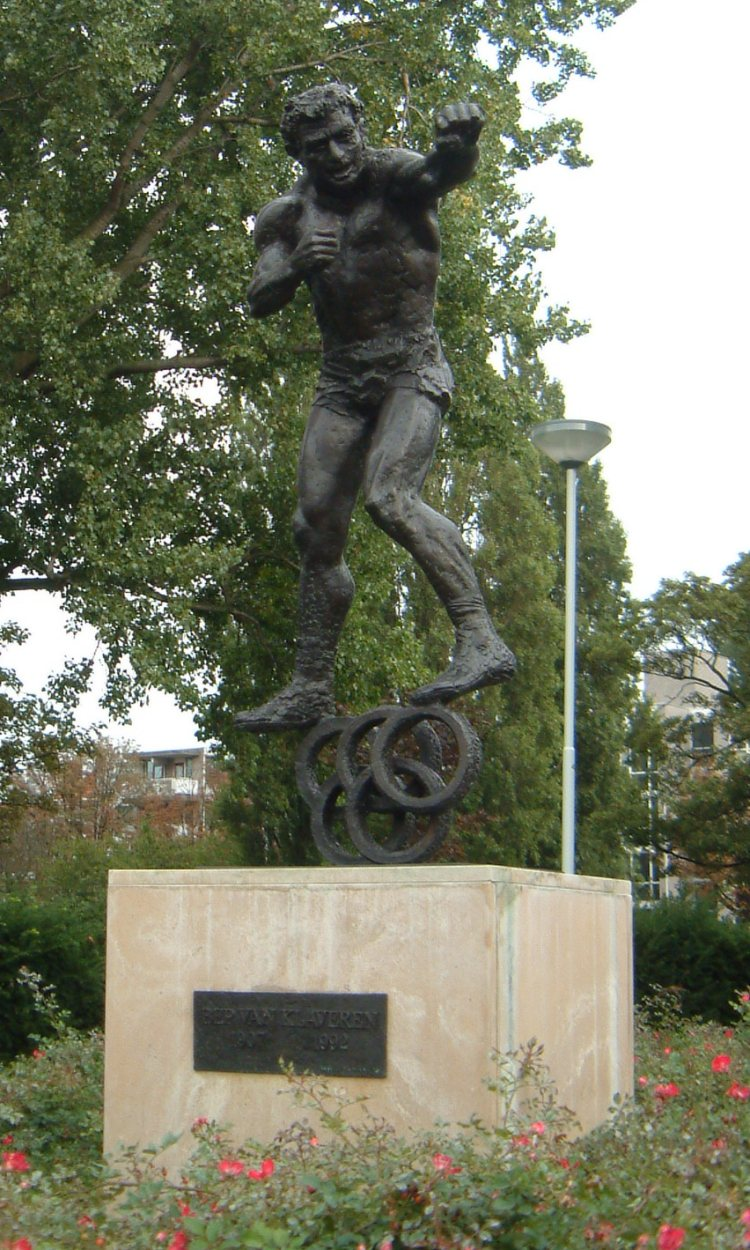
Bep van Klaveren, Rotterdam
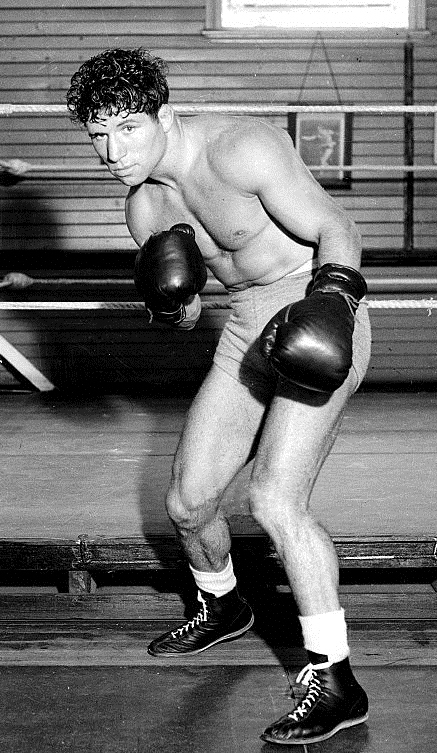
Bep van Klaveren (1935)
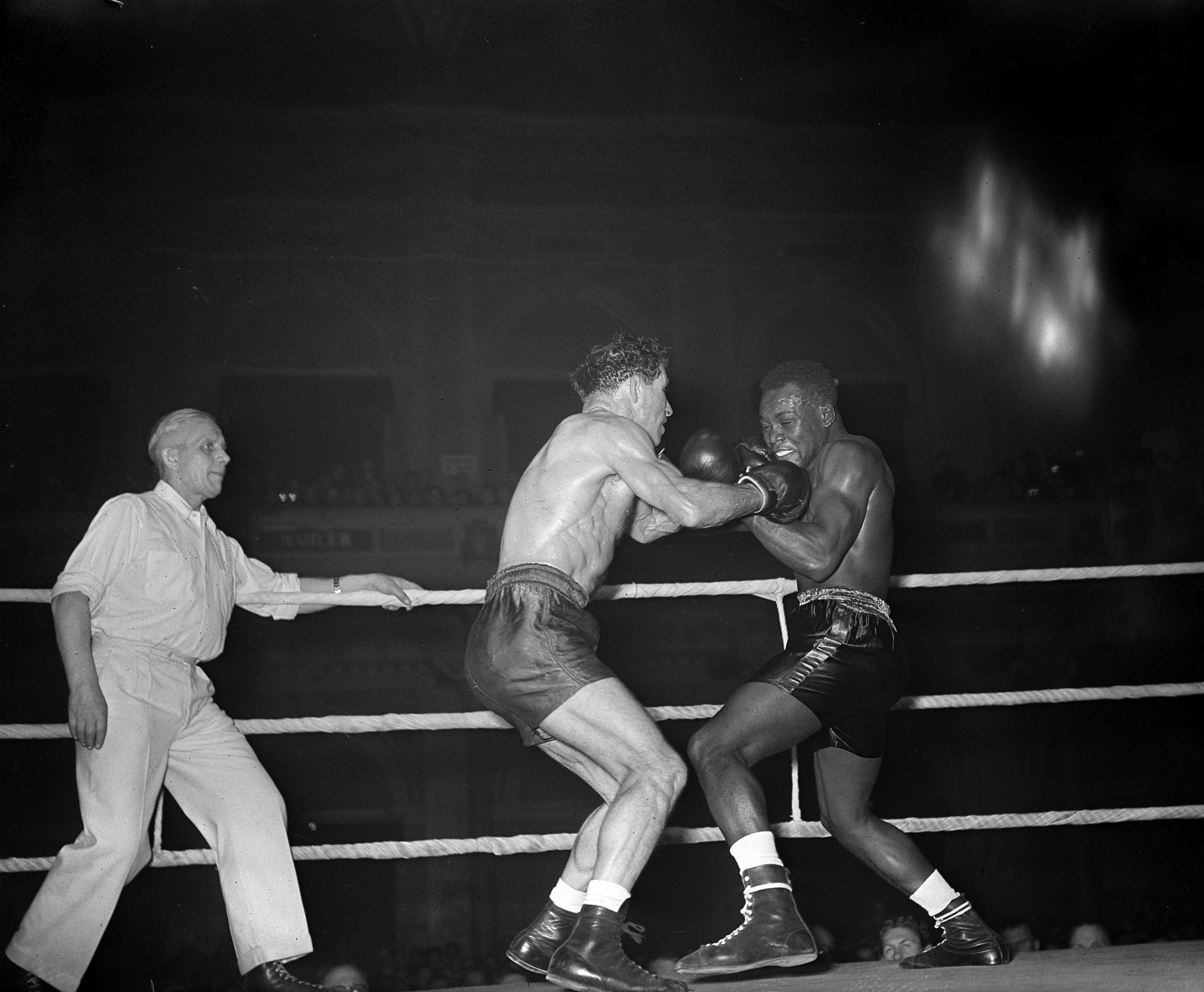
Bep van Klaveren - Kid Pompeij, Amsterdam (15 lutego 1954)
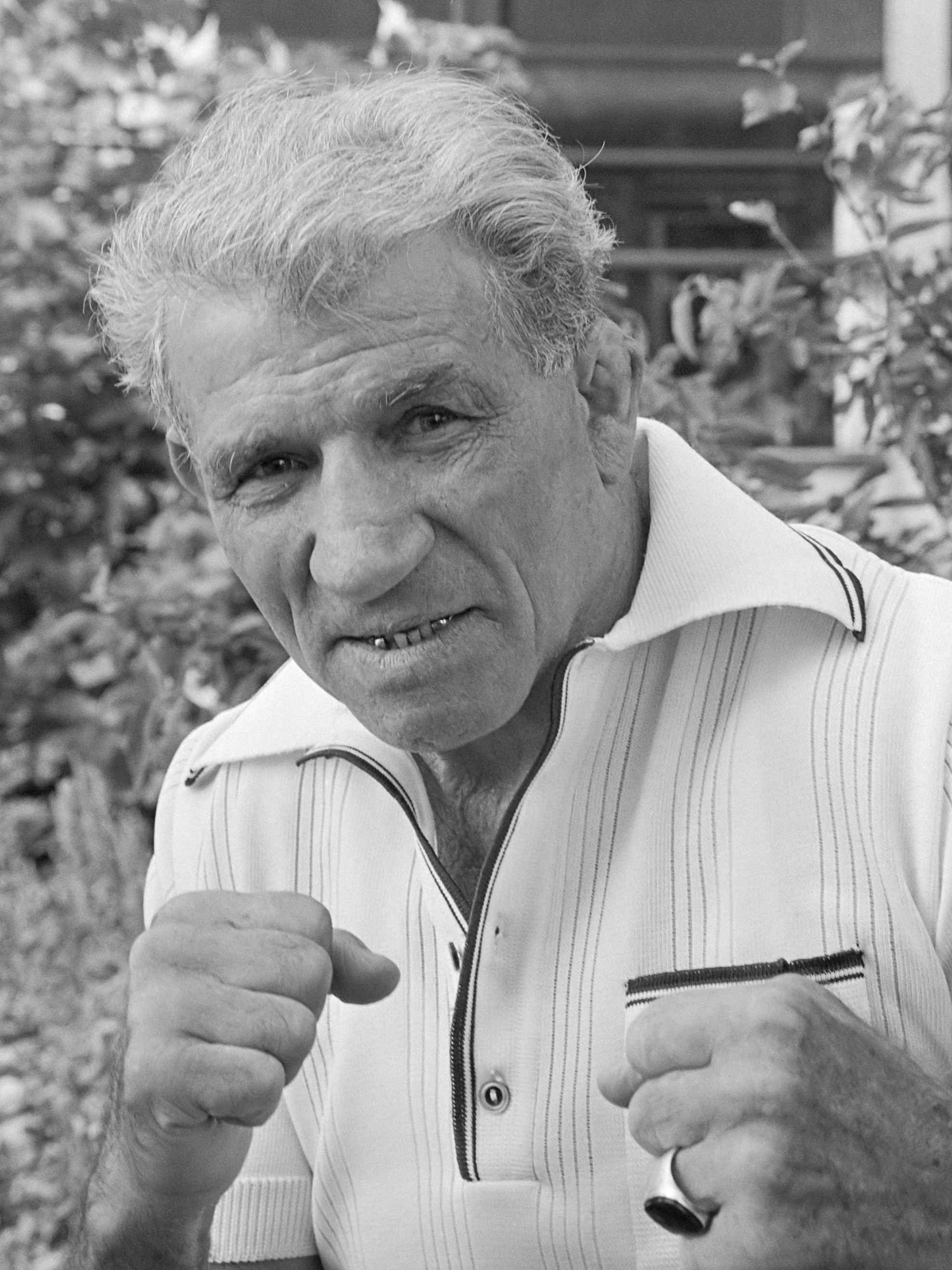
Bep van Klaveren (1982)